# Yurina Hase
Yurika Ochiai  (落合祐里香?, Ochiai Yurika), anche conosciuta come Yurina Hase (長谷優里奈?, Hase Yurina) (Izu, 9 dicembre 1979) è una doppiatrice giapponese, sino al 2006 affiliata con l'agenzia ArtsVision, ed in seguito con la Genki Project. È principalmente conosciuta per i ruoli di Yukiho Hagiwara in The Idolmaster e Konomi Yuzuhara in To Heart

## Ruoli principali
- AquaPazza: AquaPlus Dream Match (Konomi Yuzuhara)
- Bleach : Toyokawa Yui (eps 129-131)
- Dawn of Mana: Faye
- Futakoi : Rara Hinagiku
- Futakoi Alternative : Rara Hinagiku
- Hyakko : Suzume Saotome
- The Idolmaster: Live For You! : Yukiho Hagiwara
- Lovege Chu - Miracle Seiyū Hakusho : Yurika Sasaki
- Makai Senki Disgaea : Thursday
- Panty Flash Teacher : Machiko Natsukawa
- Quiz Magic Academy : Aloe
- ToHeart2 : Konomi Yuzuhara
- ToHeart2 : Konomi Yuzuhara (eps 1-8, 10-13)
- ToHeart2 adplus : Konomi Yuzuhara
- ToHeart2ad : Konomi Yuzuhara
- Tweeny Witches : Melissa
- Uta∽Kata : Keiko Takamura